# ラメルテオン
ラメルテオン(Ramelteon)は、メラトニン受容体に作用するメラトニン受容体アゴニストの一種である化合物。体内にはホルモンのメラトニンが、この受容体に結合し、入眠のリズムを司っており、ラメルテオンはその作用を模倣している。日米ともに商品名ロゼレム（Rozerem）で、ヨーロッパでの承認はなく、日本では2010年より販売。武田薬品工業が開発し、最初にアメリカ合衆国で承認された。アメリカ合衆国および日本で発売されている。適応は「不眠症における入眠困難の改善」である。精神疾患や他の不眠症治療薬の治療歴がある場合、安全性と有効性は確立されていない。
視交叉上核に存在するメラトニン受容体に作用する、初めての睡眠薬として発売された。体内リズムを調整する作用を持つ。
うつ病の危険性を高めることがデータから見出されている。主にCYP1A2で代謝され、フルボキサミン（デプロメール、ルボックス）の併用は禁忌である。翌朝以降の眠気や、プロラクチン上昇による月経異常や乳汁分泌、性欲減退の副作用が起こることがある。

## 作用機序
視交叉上核に存在する、メラトニンMT1/MT2受容体に作用する。MT3受容体に比べ、MT1/MT2受容体への選択性を持つ。厳密には、MT1アゴニスト作用と MT2アゴニスト作用に分けられ、前者は視交叉上核の神経活動の抑制、睡眠促進の効果があり、結果的に睡眠の質を改善したり深くする。後者は、後方にずれた睡眠位相を前方に移動させる位相変動作用を持つ。
MT3受容体に結合しないことにより、臨床上の利点が生じるのかどうかは明らかではないが、MT3受容体は主に内臓に存在しており、睡眠や覚醒とは関係していないと考えられている。

## 適応
ラメルテオンの適応は「不眠症における入眠困難の改善」である。また、医薬品添付文書の使用上の注意には、他の不眠症治療薬による治療歴がある患者、統合失調症やうつ病などの精神疾患を抱える患者に対する有効性と安全性は判明していないことの注意が書かれている。
また「重要な基本的注意」には、漫然投与せず、投与後2週間で有効性と安全性を評価し、投与中止を考慮する旨が書かれている。
ヨーロッパでは、効果不十分として承認されなかった。

## 有効性
不眠症の平均38日間の約5800人を含むメタアナリシスは、睡眠までにかかる時間と睡眠の質、総睡眠時間、睡眠効率など改善を改善していたが、主観的な睡眠時間には影響を与えていなかったことを見出し、全体的な改善の影響は少ないとした。副作用は傾眠のみ。
日本国内では睡眠前や手術前に投与する方法が複数報告されたことから、ラメルテオンにはせん妄予防の適応はないが、日本総合病院精神医学会が2015年改訂予定の「せん妄の治療指針」で効果に言及する予定である。入院中の患者のせん妄予防は、QOLの増加や入院期間の短縮、死亡率の減少、夜間のせん妄の減少による、スタッフの負担減などが期待できる。精神医学会の診断基準DSM-IVに従ってせん妄の有無を調べた結果、ラメルテオン群でせん妄を発症したのは3%（1例）で、プラセボ群では32%（11例）と、ラメルテオン群はプラセボ群に比べてせん妄出現の頻度が有意に低いことが報告された。
急性疾患で入院した高齢者へのラメルテオンの眠前投与で、せん妄予防効果があることが示唆された。重篤な副作用が少ないラメルテオンは、現場でのせん妄対策を治療から予防にシフトさせられる可能性がある。高齢の入院患者以上にせん妄出現率が高いと報告されているのが、外科手術を受けた後の患者で、佐世保中央病院では腹部大動脈瘤で人工血管置換術を施行した患者へのラメルテオンによるせん妄予防効果を評価する臨床研究を行った結果、術前に投与したラメルテオン群（14例）と非投与群（6例）のせん妄出現率の比較で、非投与群では50%（3例）にせん妄が出現したが、ラメルテオン群では28%（4例）に抑えられた。また、ICU入室期間も非投与群は5.3日、ラメルテオン群では2.6日と短縮した。

## 相互作用
主にCYP1A2で代謝される。
オメプラゾール、テオフィリン、デキストロメトルファン、ミダゾラム、ジゴキシン、ワーファリンとの相互作用が試験され、臨床的に有意な相互作用は存在しないことが確認された。

## 副作用
従来の睡眠薬と異なり、依存、乱用、離脱症状および反跳性不眠が生じにくい。プロラクチン上昇により、月経異常や乳汁分泌、性欲減退の副作用が起こることがある。
承認時までの臨床試験では、副作用が10.4%に認められた（ただし臨床検査値異常を含む）。主な副作用は、傾眠が3.4%、頭痛が1.0%、倦怠感0.5%、浮動性めまい0.5%など。重大な副作用として（蕁麻疹、血管浮腫などの）アナフィラキシー様症状も認められた。傾眠に関しては、服薬後、30分から1時間半で血中濃度はピークに達し、半減期は1時間くらいと極めて作用時間が短いにもかかわらず、翌朝から日中に眠気が残るという患者が多い。この理由は不明ながら、少量を服用することで防止できる。
アメリカ食品医薬品局（FDA）が公開した、限られた臨床試験データを後から再度分析した一つの研究において、ラメルテオンを含む4種類の睡眠薬は、偽薬に比較して、うつ病の危険性を平均して2倍に高める可能性が示唆された。ただし、この結果は偽薬群からは、被験者の離脱が多いなどの効果によって、結果がゆがめられている可能性がある。
他の睡眠薬と異なり、アメリカでの規制物質法の指定薬物ではない。

## 禁忌
ラメルテオンの血中濃度が上昇するため、フルボキサミン（商品名デプロメールやルボックス）とは、同時服用してはならない（併用禁忌）。
うつ病の危険性増加により、うつ病には禁忌であると解釈されている。